# 雷孟·達瑪森諾·阿西斯
雷孟·達瑪森諾·阿西斯（葡萄牙語：Raymundo Damasceno Assis；1933年2月15日—）是巴西籍天主教司鐸級樞機及阿帕雷西達總教區總主教。

## 生平
雷孟於1933年2月15日在巴西米納斯吉拉斯州的城市新卡佩拉出生。他於1968年3月19日在巴西利亞總教區晉鐸。
他於1986年9月15日獲祝聖為主教，並獲教宗若望·保祿二世任命為巴西利亞總教區輔理主教，領新佩特拉領銜教區主教銜。由於類思·洛爾沙伊德爾榮休，他於2004年1月28日接任阿帕雷西達總教區總主教。他於2007年至2011年期間出任拉丁美洲主教團主席。
教宗本篤十六世於2010年11月20日將他擢升為司鐸級樞機，領蒂布蒂諾聖母無染原罪堂區司鐸銜。他曾參與2013年教宗選舉秘密會議。他於2016年11月16日卸任阿帕雷西達總教區總主教，總主教一職由羅蘭·布蘭德斯接任。